# Suiabe
Suiabe (em persa: سوی آب; chinês tradicional: 碎葉, chinês simplificado: 碎叶, pinyin: Suìyè, Wade–Giles: Sui4-yeh4), também conhecida como Orduquente (Ordukent) ou Aquebexim (Ak-Beshim), foi uma antiga cidade da Rota da Seda, localizada a cerca de cinquenta quilómetros de Bisqueque e a oito quilómetros a sudoeste de Tokmok, no vale do rio Chui, no hodierno Quirguistão.

## História
O assentamento de mercadores soguedianos floresceu ao longo da Rota da Seda nos séculos V e VI. O nome da cidade vem do nome do rio Suiabe, cujo nome é de origem iraniana (em persa suy significa "para" + ab significa "água(s)", tornando-se em "para (em direcção) à(s) água(s)". A primeira notícia que há dela é do peregrino chinês Xuanzang que viajou pela zona em 629.
Durante o reinado de Tongue Iabegu Cã, Suiabe foi a principal capital do Grão-Canato Túrquico Ocidental. O grão-cã também tinha uma capital estival em Navecate perto de Tasquente no vale de Talas, sendo consideradas as capitais mais occidentais do grão-canato. Havia uma cooperação entre os soguedianos e os goturcos; os primeiros eram os responsáveis pela prosperidade económica e os segundos encarregados da segurança militar urbana.
Após a queda do grão-canato, Suiabe foi anexada pelo Império Tang, no qual se tornou num posto avançado nas fronteiras occidentais do império entre 648 e 719. Uma fortaleza chinesa foi construída na cidade em 679 e o budismo floresceu. Segundo algumas fontes, o grande poeta Li Bai nasceu em Suiabe. O viajor chinês Du Huan, o qual visitou Suiabe depois de 751 e achou, entre ruínas, um mosteiro budista ativo, onde a princesa Jiaohe, filha de Ahina Huaidao, costumavam morar.
Suiabe foi um das quatro guarnições do Protetorado de Anxi até 719, quando foi cedida ao grão-cã Suluque do Grão-Canato Turguexe, que aparece nos documentos da corte chinesa como o "leal e obediente grão-cã". Após o assassinato de Sulu em 738, a cidade foi rapidamente tomada de novo pelas forças chinesas, juntamente com Talas. O forte era estrategicamente importante durante as guerras entre a China e o Tibete. Em 766, a cidade caiu para um governante carluco, aliado com o recém-criado Grão-Canato Uigur.
A história da cidade a partir de então é obscura, especialmente após a evacuação chinesa das quatro guarnições em 787. David Nicolle diz que Suiabe muniu com oitenta mil guerreiros o exército carluco e foi governada por um homem conhecido como o "Rei de Heróis". Hudud al-Alam completada em 983, lista Suiabe como uma cidade de vinte mil habitantes. Acha-se que foi substituída por Balasagum no começo do século XI e abandonada pouco depois.

## Sítio arqueológico
No século XIX as ruínas de Ak-Beshim foram erradamente identificadas como Balasagum, a capital de Caraquitai. Wilhelm Barthold, visitou o sítio em 1893-94, apoiou também essa identificação. Embora a escavações começaram em 1938, não foi até à década de 1950 quando foi determinado que o sítio já tinha sido abandonado já no século XI e por conseguinte, não podia ser Balasagum, a qual tinha florescido até o século XIV.
O sítio arqueológico de Suiabe cobre cerca de trinta hectares. Como prova do clima multicultural e vibrante de Suiabe, o sítio aloja ruínas de fortificações chinesas, igrejas cristãs. ossuários zoroastristas e bal-bais túrquicos. O sítio tem várias estátuas do Buda e estelas. Além de vários templos budistas, havia uma igreja e um cemitério nestoriano do século VII e provavelmente um mosteiro do século X com frescos e inscrições nos sistemas de escrita soguediano e uiguire.